# If I Were Sorry
 (srp. Da mi je žao) pesma je švedskog pevača Fransa Jepsona. Napisali su je Oskar Fogelstrom, Fredrik Anderson, Mičael Saksel i Frans. Frans je ovom pesmom predstavljao Švedsku na Pesmi Evrovizije 2016; zauzeo je peto mesto u finalu, osvojivši 261 poena.